# شركة مطارات البرتغال
شركة مطارات البرتغال هي شركة المطارات في البرتغال. تدير الشركة العديد من المطارات بما في ذلك أكبر مطار في البرتغال، مطار لشبونة. يقع المكتب الرئيسي للسلطة في المبنى 120 على أراضي المطار.

## مجموعة الشركات التابعة
تمتلك المجموعة خمس شركات مناولة. 
- بورتواي - مناولة البرتغال
  - تم تشكيلها في يوليو 2000، وتتمثل وظيفتها الأساسية في مساعدة وخدمة الطائرات عند توقفها في المطارات البرتغالية، والتي يشار إليها عادة بالمناولة.
- نير - شركة نوفو للمطارات
  - تم إنشاؤها بموجب القانون البرتغالي، تم إنشاء هذه الشركة، التي تتلقى حصريًا الأموال العامة، لتطوير المشاريع اللازمة لإعداد وتنفيذ تلك القرارات التي سيتم اتخاذها في عملية تخطيط وإطلاق مطار جديد في البر الرئيسي البرتغالي،
- أنام - شركة مطارات منطقة الحكم الذاتي في ماديرا
  - تم إنشاء هذه الشركة بموجب القانون البرتغالي، التي تتلقى حصريًا الأموال العامة، لدراسة وتخطيط وبناء واستخدام المطارات في منطقة الحكم الذاتي في ماديرا.
- أدا - شركة إدارة المطارات المحدودة
  - تشكلت في 12 سبتمبر 1994 في ماكاو، وتتمثل وظيفتها الأساسية في إدارة المطارات، وتحديداً مطار ماكاو الدولي (AIM) الذي افتتح في عام 1995، قبل أربع سنوات من تسليم ماكاو البرتغالي . عقد الإدارة الممنوح للشركة لمطار ماكاو صالح لمدة خمسة عشر عامًا، مع خيار التجديد.
- فيوتشر - شركة إدارة صندوق التقاعد
  - تشكلت في يناير 1988 لإدارة صندوق المعاشات التقاعدية.

## مطارات الهيئة
- البجا
- مطار فارو
- فلوريس
- هورتا
- مطار لشبونة
- مطار بونتا ديلجادا
- مطار بورتو الدولي
- مطار سانتا ماريا
- مطار كريستيانو رونالدو الدولي

## روابط خارجية
- الخطوط الجوية البرتغالية